# موندفيل (كيبك)
موندفيل (بالإنجليزية: Mandeville, Quebec)‏ هي بلدية محلية في كيبيك تقع في كندا في D'Autray Regional County Municipality. يقدر عدد سكانها بـ 2,043 نسمة ومساحتها 339.30 كم2 .